# Alvaston
Alvaston – dzielnica miasta Derby, w Anglii, w Derbyshire, w dystrykcie (unitary authority) Derby. W 2011 roku dzielnica liczyła 16 255 mieszkańców. Alvaston jest wspomniana w Domesday Book (1086) jako Aleuuoldestune.